# Cuarta República de Corea del Sur
La Cuarta República de Corea del Sur (en hangul, 제4공화국; en hanja, 第四共和國) fue el gobierno de Corea del Sur entre 1972 y 1981, regulado por la Constitución Yushin (en hangul, 유신 헌법; en hanja, 維新憲法; romanización revisada, Yusin Heonbeop; McCune-Reischauer, Yusin Hŏnpŏp), que se adoptó en octubre de 1972 y fue ratificada por los ciudadanos el 21 de noviembre de 1972. De 1972 a 1979, el poder estuvo monopolizado por un régimen de partido único, el Partido Democrático Republicano, y su líder, Park Chung-hee, presidente de la República, de forma centralizada mediante el llamado "Sistema Yushin", de tipo dictatorial. Con el asesinato de Park el 26 de octubre de 1979, la República entró en un período de tumulto y transición bajo la presidencia de jure de Choi Kyu-hah, caracterizada por una ley marcial en constante aumento y durante la cual ocurrió el golpe de Estado del 12 de diciembre de 1979, el seguimiento masivo del Movimiento Democrático de Gwanju y su posterior represión y el golpe de Estado del 17 de mayo de 1980. Finalmente, Chun Doo-hwan se hizo con la presidencia; con él, se dio la transición a la Quinta República, también dictatorial y durante la cual siguió siendo presidente, en 1981.

## Economía
Durante este período, la economía siguió creciendo de forma brutal, según los planes quinquenales del gobierno. Continuó la inversión en industria pesada, uno de los motores de la economía de Corea del Sur por aquel entonces.

## Relaciones internacionales
Algunos cambios en el panorama diplomático, como el inicio de relaciones diplomáticas entre EE. UU. y la República Popular China en 1972, provocaron que se cambiase la orientación de la política exterior del régimen de Park, ya que se comenzó a dudar sobre la continuidad del apoyo americano para luchar contra los países comunistas durante la Guerra Fría. Se establecieron relaciones con estados como Canadá, y aumentó la colaboración entre Corea del Norte y el país a través de la Cruz Roja. Park lanzó un plan de reunificación de las dos Coreas que, a pesar de la buena marcha original, terminó siendo rechazado por el Norte. Por otro lado, Corea del Sur entabló buenas relaciones con las dictaduras militares sudamericanas, como Brasil, Chile, Bolivia,  Perú, Paraguay, Uruguay y Argentina.

## La Constitución Yushin
La ley fundamental de este período de la historia de Corea del Sur fue la "Constitución Yushin" (o Constitución Yusin) (hangul:유신 헌법, hanja:維新憲法; romanización revisada: Yusin Heonbeop, McCune-Reischauer: Yusin Hŏnpŏp). La palabra "Yushin" (hangul: 유신), en coreano, significa "rejuvenecimiento" o "renovación", pero también se usa para hablar de la "restauración" con respecto al término japonés 明治維新, "meiji-ishin"; es decir, la restauración Meiji. Esta alusión, según algunos autores, tiene que ver con el papel "imperial" que tenía la presidencia del país según esta ley, autocrático y perpetuo.
El presidente Park Chung-hee logró presentarse a un tercer mandato en 1971, debido a que la Asamblea Nacional modificó la constitución en 1969 para permitir que el presidente — el propio Park — se presentase a una tercera reelección, con la esperanza de seguir en el poder. En las elecciones presidenciales de ese año, celebradas el 27 de abril de 1971, Park ganó por un estrecho margen de 8 puntos al líder opositor moderado y futuro presidente del país Kim Dae-jung, un brillante orador elegido por los partidos opositores, a pesar de que el presidente invirtiese un 10% del presupuesto del estado en su propia campaña electoral.
Tras ser investido en su cargo, ante la imposibilidad de reformar la Constitución (su partido, a pesar de tener mayoría absoluta en la cámara — 113 diputados de 204 —, no podría hacerlo solo, pues la constitución exigía una mayoría de dos tercios para cambiarla), y tras comprobar el resultado nulo que había producido el esfuerzo por tratar de imponer la mejora de las relaciones con Corea del Norte y el inicio de negociaciones para la unificación como pretexto para realizar los cambios, Park declaró el estado de excepción "basado en el virulento panorama internacional". El 17 de octubre de 1972 disolvió la Asamblea Nacional, suspendió la constitución y decretó la ley marcial. Se comenzó la redacción de una nueva ley fundamental, que fue ratificada en un referéndum llevado a cabo el 21 de noviembre de 1972 con el 91,5 por ciento de los votos a favor. Sin embargo, el plebiscito estaba claramente manipulado, pues el estado de emergencia coartaba la libertad de expresión. La dictadura, asimismo, insinuaba que aquellos que votaran en contra de la nueva ley básica en la consulta "contribuirían a que la tensión entre Corea del Sur y Corea del Norte aumentase, rompiendo los esfuerzos por la reunificación".
La constitución estaba caracterizada por el gran poder que daba al Presidente de la República. La duración del mandato era de seis años, sin ningún tipo de límites con respecto a la reelección. Se pasó de la elección directa a una elección indirecta a través de un colegio electoral, la Conferencia Nacional para la Reunificación (Tongil Juche Gungmin Hoeui, 통일주체국민회의), cuyos delegados serían elegidos por los ciudadanos. Los requisitos para ser candidato eran tan estrictos que la Conferencia solo podía elegir a uno en sus listas. El Presidente podía nombrar mediante el citado colegio electoral a un tercio de la Asamblea Nacional, lo que garantizaba que siempre ganaría las elecciones y podría modificar las leyes cuando lo precisara. La ley fundamental garantizó, asimismo, la capacidad de que el presidente pudiera declarar el estado de emergencia con el propósito de aprobar leyes sin que estas fuesen ratificadas previamente en la Asamblea Nacional y la elección arbitraria y directa de la justicia por su parte. En resumen, la constitución Yushin legitimó la dictadura que el presidente estaba construyendo.
La constitución se impuso como ley a pesar de las protestas (seguidas por mucha población pero inefectivas), y Park fue elegido presidente sin oposición, con el 99,9 % de los votos (siempre había dos delegados cuyos votos se consideraban inválidos), en 1972 y 1978. La constitución siguió en efecto hasta que el presidente fue asesinado en 1979.

## Asesinato de Park y colapso del régimen
El asesinato de Park Chung-hee el 26 de octubre de 1979 fue un momento clave en la historia de Corea del Sur, y marcó el fin de la dictadura Yushin. El primer ministro de Park, Choi Kyu-hah, tomó el poder como presidente en funciones, pero fue casi inmediatamente marginado por las facciones del ejército, que competían entre sí por el poder. Después del establecimiento de la ley marcial tras la muerte de Park, el general Jeong Seung-hwa actuó como jefe de Gobierno, y designó a Chun Doo-hwan como jefe de una Comisión Conjunta de Investigación del asesinato. El 27 de octubre, Chun se hizo unilateralmente con el control de la policía política y los servicios de inteligencia. El 6 de diciembre, el Consejo Nacional para la Reunificación eligió a Choi Kyu-hah como presidente de conformidad con lo establecido en la constitución, pero el día 12 Chun encabezó un golpe de Estado, en el que se arrestó al general Jeong. En ese momento, Choi había dejado de tener autoridad en el gobierno, y Chun se nombró a sí mismo director de la KCIA a principios de 1980.
Debido a que el descontento social en aumento desembocó en la formación del Movimiento de Gwanju por la Democracia, Chun hizo más severa la ley marcial y reprimió las manifestaciones con tropas, para más tarde dar un autogolpe durante el año. Presidente electo por el aún existente Consejo Nacional para la Unificación, Choi comenzó a desmantelar progresivamente el aparato institucional de la Cuarta República, disolviendo la Asamblea Nacional y estableciendo un comité de emergencia nacional bajo su mandato. Para acabar, Chun fue nombrado presidente y promulgó una nueva constitución (autoritaria pero más democrática) en 1981, que fue aprobada en referéndum. Así, quedaron oficialmente disueltos el sistema Yushin y la Cuarta República.